# Димовий сповіщувач

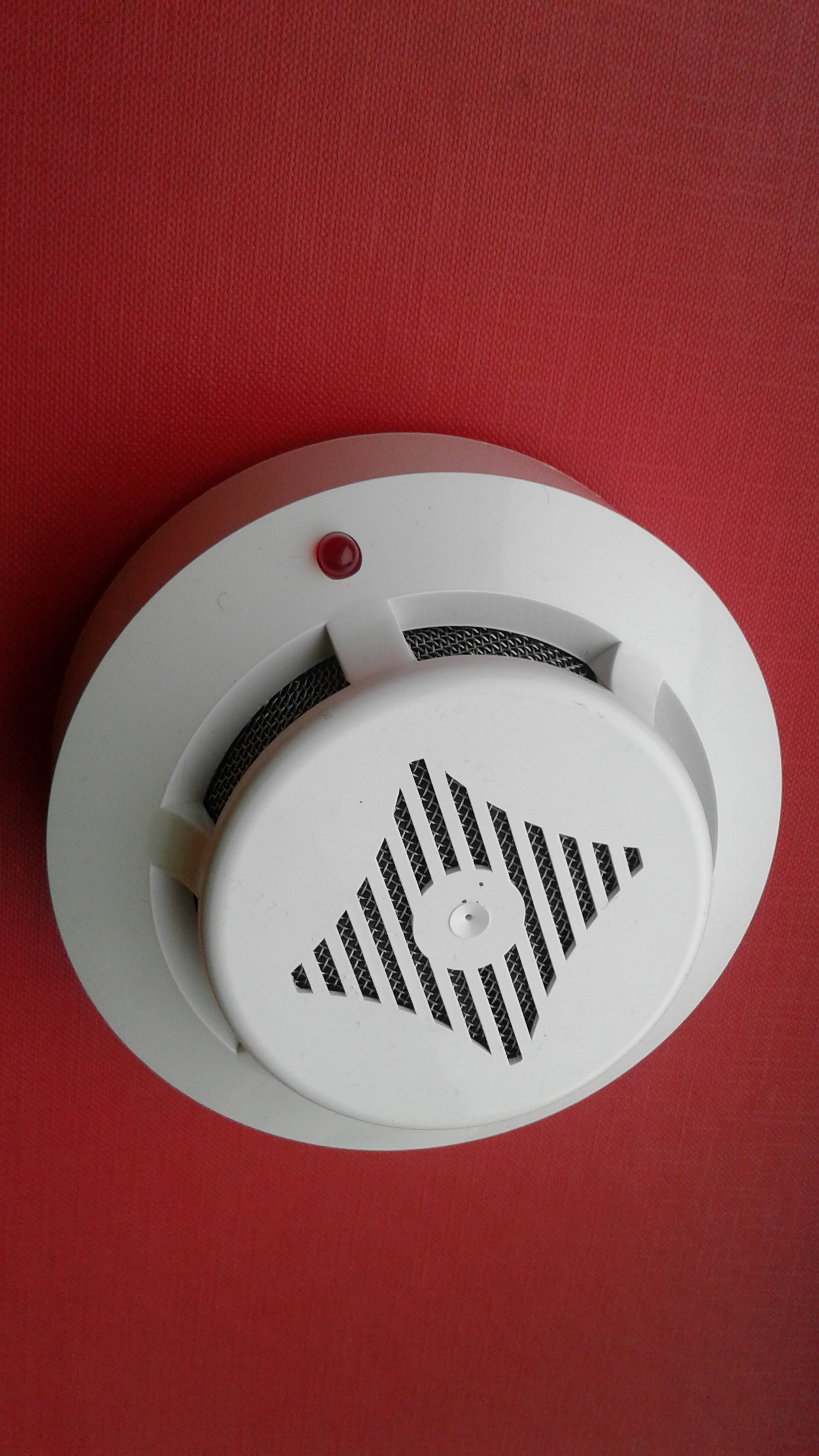
Автономний пожежний димовий датчик СПД 3.4

Димовий сповіщувач, датчик диму, детектор диму (англ. Smoke detector) — охоронний сповіщувач, що зазвичай є частиною системи безпеки приміщення, до складу якої входять сповіщувачі, здатні відстежувати рух, звук, дим, тепло та інші небезпеки. Давачі можуть застосовуватися у будь-яких будівлях для запобігання небажаного проникнення всередину, пожежі та інше.
Датчик може надсилати сигнал тривоги за різкої зміни температури або у разі появи диму.

## Опис
Сигналізатор диму є пристроєм, який сприймає дим, зазвичай, як показник пожежі.
Комерційні пристрої безпеки, повинні видавати сигнал на панелі керування пожежної сигналізації, а побутові давачі, відомі як автономні димові сповіщувачі, як правило, видають місцевий звуковий та/або зоровий сигнал тривоги від самого сигналізатора.
Давачі диму розміщуються у пластмасових корпусах, найчастіше, у формі диску невеликого розміру. Дим може бути виявлено або оптично (фотоелектричний спосіб), або шляхом фізичного процесу (іонізація); у давачах можуть використовуватися або один, чи обидва способи. Чутливі давачі диму може бути використано для виявлення і, таким чином, стримування куріння у заборонених місцях. Давачі диму у великих комерційних, промислових та житлових будівлях, як правило, живляться від центральної системи пожежної сигналізації — джерел з акумуляторною підтримкою. Внутрішні автономні сповіщувачі диму, живляться від окремих батарейок і, якщо такий пристрій виявляє дим, то спрацьовує, навіть, за відсутності електрики.
Станом на кінець 2013 року, за різними оцінками, автономні димові сповіщувачі встановлено, наприклад, у 93 відсотках будинків США та 85 % будинків Британії. Але майже третина цих охоронних пристроїв, не працюють, через надмірний строк використання, або вчасно не замінені батареї. За оцінками Національної асоціації протипожежного захисту США, майже дві третини смертей від пожеж у будинках відбувається там, де не працюють давачі диму. [джерело?]

## Історія
Першу автоматичну електричну пожежну сигналізацію запатентував 1890 року Френсіс Роббінс Аптон, колега Томаса Едісона.
Джордж Ендрю Дарбі запатентував перший європейський електричний тепловий сповіщувач 1902 року у Бірмінгемі, Англія. Наприкінці 1930 року, швейцарський фізик Вальтер Ягер, спробував винайти давач для отруйного газу. Він очікував, що газ, який надходить у давач, буде зв'язуватися з іонізованими молекулами повітря і, таким чином, змінить електричний струм у електричному колі приладу. Його пристрій не досяг цієї мети: малі концентрації газу не впливали на провідність давача. Розчарований, Ягер закурив і, незабаром, з подивом помітив, що вимірювач на приладі, зареєстрував струм, тобто тютюновий дим зробив те, що не зміг отруйний газ. Цей дослід проклав шлях до розробки сучасного давача диму. 1939 року швейцарський фізик Ернст Мейлі розробив пристрій іонізації у камері, здатний виявляти горючі гази у шахтах.
Іонізаційні давачі диму, було уперше продано у США 1951 року; вони використовувалися упродовж кількох років лише на великих комерційних і промислових об'єктах через їх великі розміри та вартість. Перший недорогий детектор диму для домашнього використання, було розроблено 1965 року, і він мав змінну батарею живлення, а масове виробництво цих пристроїв розпочалося 1975 року. 1970 року було розроблено іонізаційний давач диму, котрий живився від однієї 9-вольтової батареї. Дослідженнями, у 1960-і роки, встановлено, що детектори диму у разі пожежі, реагують набагато швидше, ніж теплові детектори. Оптичний давач диму було винайдено Д. Стілом та Р. Енмарком і запатентовано 1972 року. Сигналізатор диму з літієвою батарейкою, який міг працювати безперервно 10 років, з'явився у продажу 1995 року.

## Іонізаційний давач диму

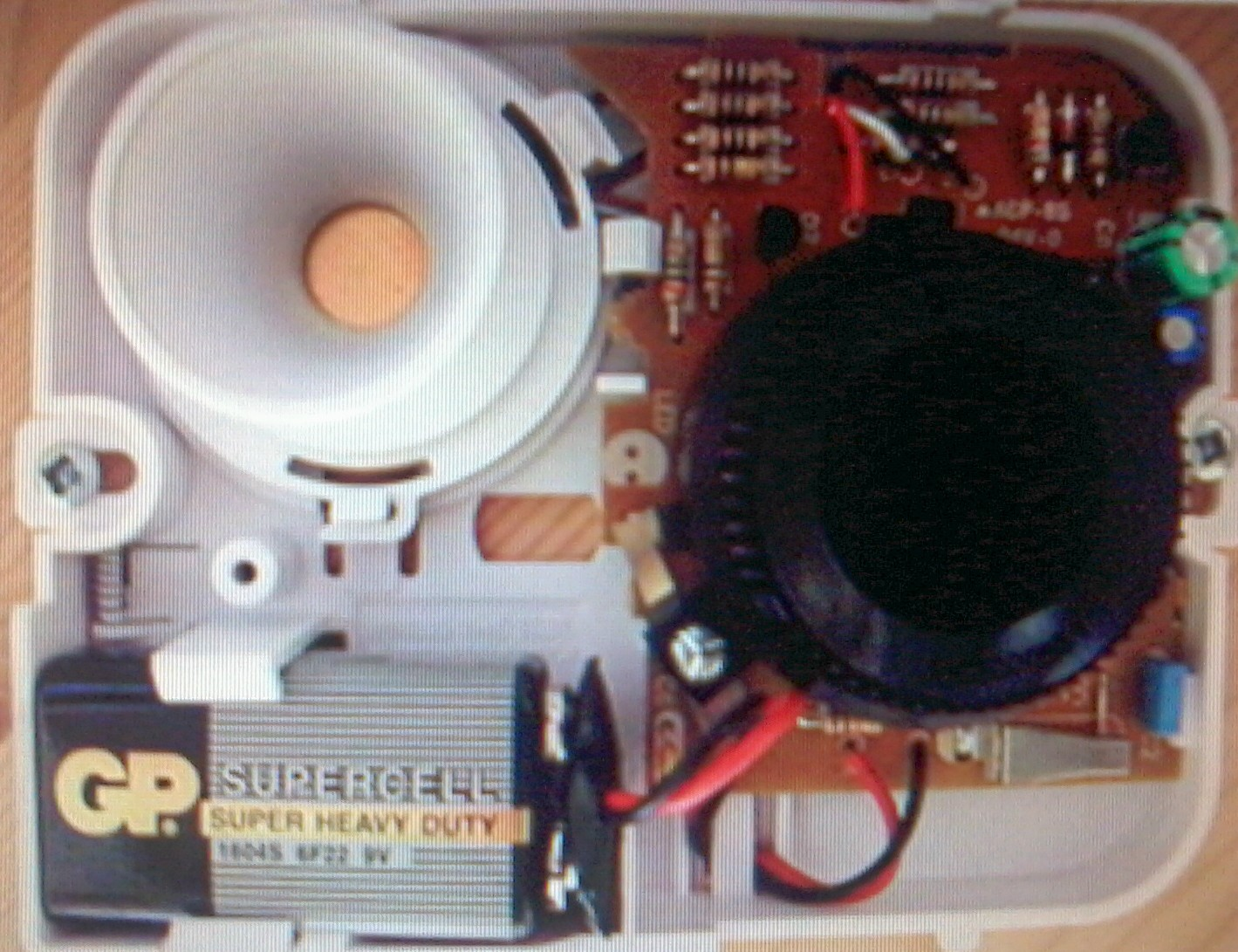
Іонізаційний давач диму

В іонізаційних давачах диму, використовується радіоактивний ізотоп, зазвичай, америцій-241 або плутоній-239, для іонізації повітря. Іонізаційні давачі більш чутливі до полум'яних стадій пожеж, ніж оптичні детектори, а оптичні давачі, більш чутливі до пожеж у ранній стадії, тобто уповільнених.
Давач диму має дві іонізаційні камери: відкриту для повітря, та еталонну камеру, у яку немає доступу частинок диму. Радіоактивне джерело випускає альфа-частинки в обох камерах, які іонізують деякі молекули повітря. Існує різниця потенціалів (напруга) між парами електродів у камерах; електричний заряд впливає на іони та між ними протікає електричний струм. Якщо будь-які частинки диму потрапляють у відкриту камеру, електричний струм у цій камері зменшується. Електронна схема виявляє, різницю струмів між відкритою та закритою камерами, і звучить сигнал тривоги. Схема також, контролює батарею, котру використано для подавання живлення на давач, і звучить переривчастий сигнал застереження, коли наближається виснаження батареї. Кнопкою Проба (тест), користувач може штучно створити різницю струмів між іонізаційними камерами, та пролунає сигнал тривоги, у разі, якщо блок живлення, електроніка, та сигнальний пристрій працездатні. Споживання струму іонізаційним давачем диму, є досить низьким для маленької батарейки, використовуваної як єдине, або запасне джерело живлення, тому вона може забезпечити роботу давача, протягом декількох місяців або років.
Іонізаційні давачі диму, як правило, дешевші у виробництві, ніж оптичні детектори. Але вони можуть бути більш здатними до помилкових тривог, ніж фотоелектричні.

## Фотоелектричний давач диму

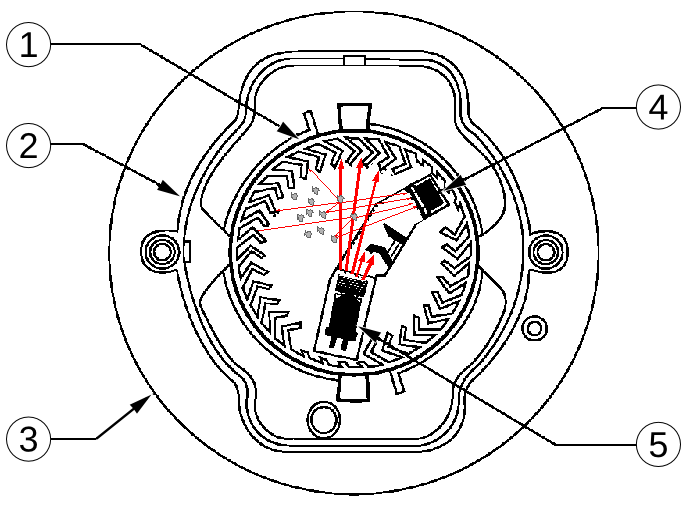
Фотоелектричний давач диму: 1-оптична камера, 2- кришка, 3- корпус, 4- фотодіод (приймач), 5- інфрачервоний світлодіод

Фотоелектричний, або оптичний давач диму, містить джерело інфрачервоного, видимого або ультрафіолетового світла, (зазвичай, лампа розжарення або світлодіод), лінзу та фотоелектричний приймач (переважно фотодіод). У давачах невеликих розмірів, усі ці складники розташовано усередині корпусу, куди вільно може потрапляти повітря, що містить дим від сусідньої пожежі. У великих відкритих приміщеннях, таких як аудиторія, настінний прилад випромінює пучок інфрачервоного або ультрафіолетового світла, який, або приймається й обробляється окремим пристроєм, або відзеркалюється назад у приймач, відбивачем. Отриману інтенсивність світла, буде знижено за рахунок поглинання димом, повітряно-крапельним пилом або іншими речовинами. Електронна схема розрізняє яскравість світла і, якщо вона нижче певного порогового значення, потенційно за рахунок диму, подає сигнал тривоги.

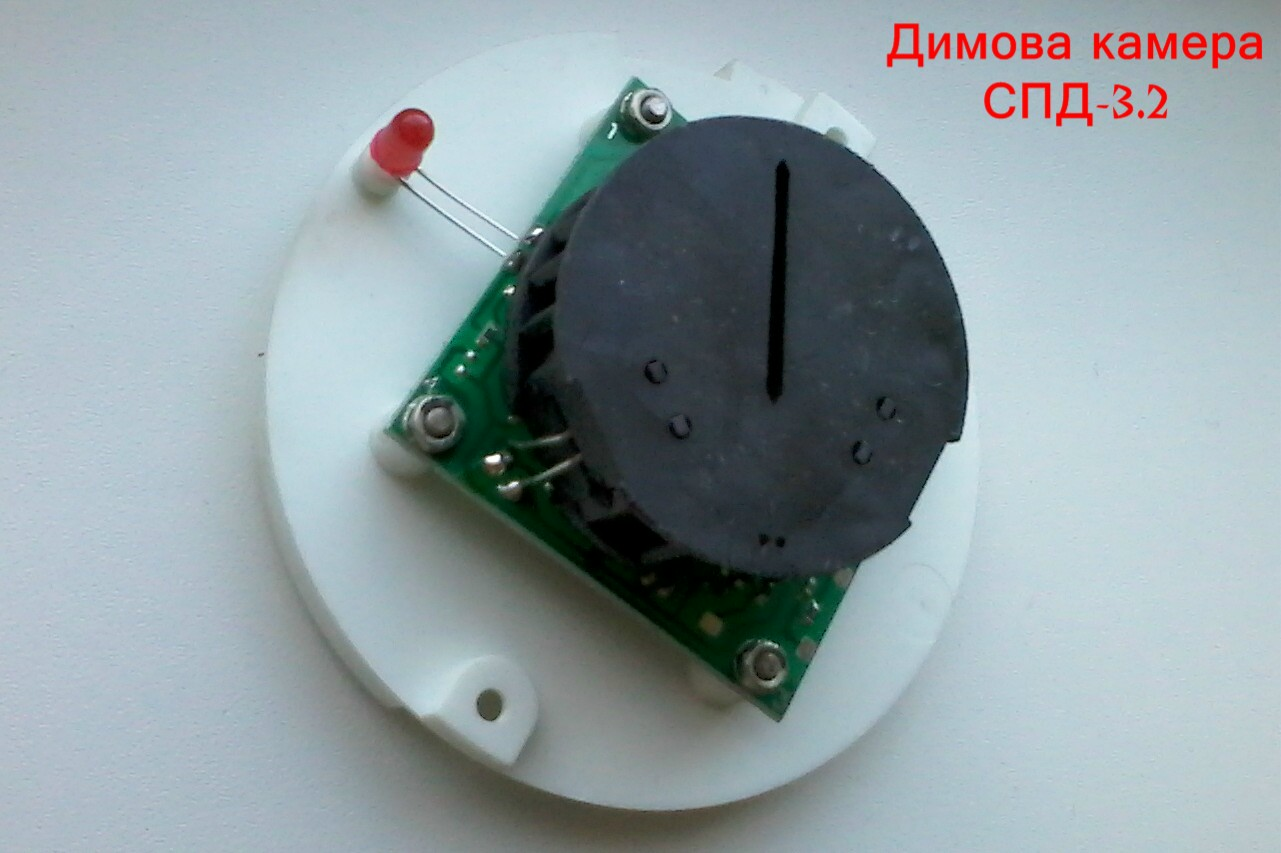
Димовий сповіщувач СПД 3.2.

Хоча фотоелектричні давачі вельми дієві для виявлення пожеж, котрі жевріють і можуть забезпечити відповідний захист від багать, наприклад, експерти пожежної безпеки та Національного агентства протипожежного захисту США, радять установлювати так звані поєднані сигналізатори тривоги, які виявляють тепло і дим, або використовувати обидва — іонізаційний та фотоелектричний давачі. Деякі комбіновані сигналізатори, можуть поєднувати у собі, також можливість виявлення окису вуглецю.

### Давач для виявленнячадного газу
Датчики чадного газу виявляють небезпечні концентрації окису та двоокису вуглецю, який може накопичуватися через несправність вентиляції, у приміщеннях, де є нагрівальна техніка, наприклад, обігрівачі або кухонні плити, хоча там і немає приладів з неконтрольованим вогнем.
Високі рівні двоокису вуглецю (CO2 ) можуть вказувати на вогонь, і можуть бути виявлені за допомогою давача діоксиду вуглецю. Один з виробників давачів зазначає, що детектори на основі виявлення рівнів CO2, є найшвидшими сигналізаторами пожежі, а також, на відміну від іонізаційних та оптичних давачів, навіть, здатні виявляти пожежі, котрі не створюють дим — такі як, займання спирту або бензину. Протипожежні CO2  — давачі особливо доречні для використання у запилених і брудних умовах, оскільки хибно не спрацьовують через часточки бруду. Такі давачі, також часто використовуються для вимірювання рівня CO2, який може бути небажаним, але не свідчить про пожежу.
У той час, як сучасні технології дуже досконалі задля виявлення диму та пожежі, співтовариство глухих і людей з недобрим слухом, висловило стурбованість з приводу дієвості аварійного сповіщення, у пробудженні сплячих людей у певних групах високого ризику, таких як літні люди, особи з втратою слуху та ті, хто у стані алкогольного сп'яніння. Підсумки досліджень показують, що низька частота (520 Гц) звучання вихідного сигналізатора, є значно придатнішою для пробудження осіб високого ризику. Бездротові давачі диму і чадного газу, повинні передбачати такі механізми впливу, як, наприклад, двигтіння подушки.